# Jocelyne Larocque
Jocelyne Dawn Marie Larocque (* 19. Mai 1988 in Sainte-Anne, Manitoba) ist eine kanadische Eishockeyspielerin, die seit Dezember 2024 bei den Ottawa Charge aus der Professional Women’s Hockey League auf der Position der Verteidigerin spielt. Mit der kanadischen Nationalmannschaft gewann sie zwei Gold- und eine Silbermedaille bei Olympischen Spielen sowie vier Gold-, sechs Silber- und eine Bronzemedaille bei Weltmeisterschaften.

## Karriere
Jocelyne Larocque begann mit dem Eishockeysport im Alter von fünf Jahren, da schon ihre ältere Schwester Eishockey spielte. Sie gehörte als Kind und Teenager den Jungenmannschaften der Ste. Anne Aces (Novice, Atom) und St. Adolphe Hawks (Peewee) an. Anschließend spielte sie zwischen 2002 und 2004 Eishockey und Basketball für das Lorette Collegiate in Manitoba. Während der Saison 2003/04 war sie das erste Mädchen, das jemals in der Winnipeg High School Boys League spielte. Mit 16 Jahren wechselte sie zum Fraueneishockey und spielte für die Calgary Oval X-Treme in der Western Women’s Hockey League (WWHL). 2005 gewann sie die WWHL-Meisterschaft mit den X-Treme. Parallel dazu spielte sie für ihre Heimatprovinz bei den nationalen Amateurmeisterschaften 2003 (Esso Women’s Nationals) und belegte dort den achten Platz. Mit der regionalen U18-Auswahlmannschaft Manitobas nahm sie im Januar 2005 am nationalen Frauen-U18-Turnier in Salmon Arm, British Columbia, teil. Dabei wurde Larocque als beste Verteidigerin ausgezeichnet. In den Jahren 2006 und 2007 gewann sie zwei weitere WWHL-Meisterschaften mit den Calgary Oval X-Treme. 2007 gewann sie zudem die nationale Amateurmeisterschaft mit den Calgary Oval X-Treme.
2005 wurde Larocque erstmals in die U22-Nationalmannschaft Kanadas aufgenommen und gewann mit dieser den Air Canada Cup 2006 in Ravensburg. Ein Jahr später sowie auch 2008 wiederholte sie mit der U22-Auswahl diesen Erfolg.

### Minnesota Duluth Bulldogs

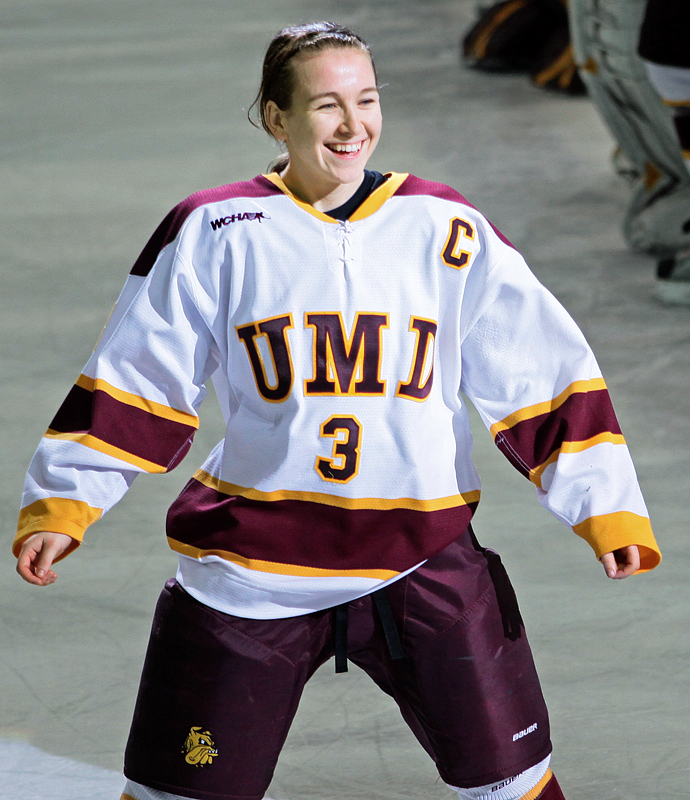
Larocque im Trikot der UMD

Im Sommer 2007 entschied sich Larocque für ein Studium an der University of Minnesota Duluth, wo sie Rechnungswesen studierte und parallel für die Bulldogs, das Eishockeyteam der Universität, in der Western Collegiate Hockey Association (WCHA) spielte. Mit den Bulldogs gewann sie am Ende der Saison 2007/08 die Meisterschaft der NCAA Division I.
Während ihrer zweiten Saison an der Universität erreichte sie mit den Bulldogs erneut das NCAA „Frozen Four“ Turnier und wurde als erste Verteidigerin ihrer Universität in das All-American First Team berufen. Während der Saison 2009/10 pausierte sie vom College-Eishockey und bereitete sich stattdessen mit der Nationalmannschaft auf die Olympischen Winterspiele 2010 vor. Im Dezember 2009 wurde sie aus dem vorläufigen Olympiakader entlassen und kehrte zu den Bulldogs zurück. Am Ende der Saison 2009/10 gewann sie mit ihrem Team die fünfte College-Meisterschaft in der Geschichte der Universität durch einen 3:2-Erfolg über die Cornell University.
Während der Saison 2010/11 war Larocque mit 6 Toren und 18 Assists Topscorerin unter den Verteidigerinnen der WCHA. Zudem wurde sie in das All-WCHA First Team und das All-WCHA Academic Team berufen sowie als WCHA Defensive Player of the Year und WCHA Outstanding Student Athlete of the Year ausgezeichnet. Sie beendete ihr Studium in Duluth mit einem Bachelor in Rechnungswesen und mit 105 Scorerpunkten als Rekordspielerin unter den Verteidigerinnen der Universität.
Nach Abschluss ihres Studiums kehrte Larocque in die WWHL zurück und spielte eine Saison für die Manitoba Maple Leafs.

### CWHL, PWHPA und PWHL
Während des CWHL Drafts 2012 wurde Larocque an sechster Stelle vom Team Alberta (Alberta Honeybadgers) ausgewählt und spielte für diese in der Saison 2012/13 in der CWHL. Nach der Saison 2013/14, die sie zentralisiert im Kader des Team Canada verbracht hatte, wurde sie im Rahmen eines Spielertausches an die Brampton Thunder abgegeben, mit denen sie 2018 die Meisterschaft der CWHL und den Clarkson Cup gewann. Zudem war sie bis 2019 Mannschaftskapitänin der Thunder.
2019 wurde die Canadian Women’s Hockey League aufgelöst. Anschließend lief Larocque in Promotion-Spielen für die 2019 gegründete Professional Women’s Hockey Players Association auf. Im Jahr 2023 wurde aus der PWHPA heraus die Professional Women’s Hockey League gegründet. Im ersten PWHL-Draft wurde Larocque an zweiter Stelle vom Team PWHL Toronto ausgewählt und erhielt einige Wochen später einen Dreijahresvertrag bei Toronto. Den Vertrag erfüllte sie bis zum Ablauf jedoch nicht in Toronto, da sie Ende Dezember 2024 gemeinsam mit Victoria Bach zu den Ottawa Charge transferiert wurde. Im Gegenzug wechselten Hayley Scamurra und Savannah Harmon zu dem mittlerweile als Toronto Sceptres firmierenden Team.

### International
Jocelyne Larocque spielte zunächst ab 2005 für die kanadische U22-Nationalmannschaft. Ab 2008 gehörte sie zum erweiterten Kader des A-Nationalteams. In den Jahren 2010, 2011, 2013, 2014, 2016, 2017 und 2018 nahm sie jeweils mit ihrer Mannschaft am 4 Nations Cup teil.
Während der Saison 2009/10 setzte sie vom Studium aus und bereitet sich mit dem Team Canada auf die Olympischen Winterspiele 2010 in Vancouver vor, wurde jedoch im November 2009 aus dem vorläufigen Olympiakader gestrichen. Larocque debütierte für Kanada bei der Weltmeisterschaft 2011, wo sie mit der Auswahl die Silbermedaille gewann. Es folgte die Weltmeisterschaft 2012, bei der sie erstmals in ihrer Karriere Weltmeisterin wurde. Die Saison 2013/14 verbrachte sie erneut zentralisiert bei Hockey Canada, unter anderem im Spielbetrieb der Alberta Midget Hockey League. Beim Höhepunkt der Saison, den Olympischen Spielen 2014 in Sotschi verteidigten die Kanadierinnen ihren Olympiasiegertitel und Larocque gewann ihre erste olympische Medaille.
Zwischen 2015 und 2017 gewann sie drei weitere Silbermedaillen bei den jährlichen Weltmeisterschaften. In Vorbereitung der Olympischen Spiele 2018 wurde das Team Canada erneut zusammengezogen und in der AMHL auf das Turnier vorbereitet. Beim Turnier in Pyeongchang gab Larocque eine Torvorlage und gewann mit der kanadischen Auswahl die Silbermedaille. Ein Jahr später, bei der Weltmeisterschaft 2019, gewann sie mit dem Nationalteam die Bronzemedaille. Nachdem die Weltmeisterschaften 2020 aufgrund der Coronapandemie ausgefallen waren, wurde Larocque bei der Weltmeisterschaft 2021 zum zweiten Mal in ihrer Karriere Weltmeisterin und ein Jahr später, bei den Olympischen Spielen 2022 in Peking, zum zweiten Mal Olympiasiegerin. Weitere Medaillengewinne folgten bei den Weltmeisterschaften 2022 (Gold), 2023 (Silber) und 2024 (Gold).

## Erfolge und Auszeichnungen

### National
| - 2008 NCAA-Division-I-Championship mit der University of Minnesota Duluth - 2009 First Team All-America - 2010 NCAA-Division-I-Championship mit der University of Minnesota Duluth - 2011 Nominierung für den Patty Kazmaier Award - 2011 WCHA Outstanding Student-Athlete of the Year - 2011 WCHA Defensive Player of the Year | - 2011 WCHA First All-Star Team - 2011 First Team All-America - 2018 Clarkson-Cup-Gewinn mit den Brampton Thunder - 2018 Tom Longboat Award - 2021 Manitoba Indigenous Female Athlete of the Decade |

### International
| - 2011 Silbermedaille bei der Weltmeisterschaft - 2012 Goldmedaille bei der Weltmeisterschaft - 2013 Silbermedaille bei der Weltmeisterschaft - 2014 Goldmedaille bei den Olympischen Winterspielen - 2015 Silbermedaille bei der Weltmeisterschaft - 2016 Silbermedaille bei der Weltmeisterschaft - 2017 Silbermedaille bei der Weltmeisterschaft - 2018 Silbermedaille bei den Olympischen Winterspielen | - 2019 Bronzemedaille bei der Weltmeisterschaft - 2021 Goldmedaille bei der Weltmeisterschaft - 2022 Goldmedaille bei den Olympischen Winterspielen - 2022 Goldmedaille bei der Weltmeisterschaft - 2023 Silbermedaille bei der Weltmeisterschaft - 2024 Goldmedaille bei der Weltmeisterschaft - 2025 Silbermedaille bei der Weltmeisterschaft |

## Karrierestatistik

### International
(Legende zur Spielerstatistik: Sp oder GP = absolvierte Spiele; T oder G = erzielte Tore; V oder A = erzielte Assists; Pkt oder Pts = erzielte Scorerpunkte; SM oder PIM = erhaltene Strafminuten; +/− = Plus/Minus-Bilanz; PP = erzielte Überzahltore; SH = erzielte Unterzahltore; GW = erzielte Siegtore; 1 Play-downs/Relegation; Kursiv: Statistik nicht vollständig)

## Persönliches
Jocelyne Larocques Familie gehört zur indigenen Bevölkerung Kanadas und der Ethnie der Métis an. Jocelyne war die erste indigene Frau, die am olympischen Fraueneishockeyturnier teilgenommen hat.
Larocques Schwester Chantal vertrat Canada bei ISBHF-Weltmeisterschaften im Streethockey. Chantal und Jocelyne spielten zusammen bei den Calgary Oval X-Treme.